# Domenico Amici

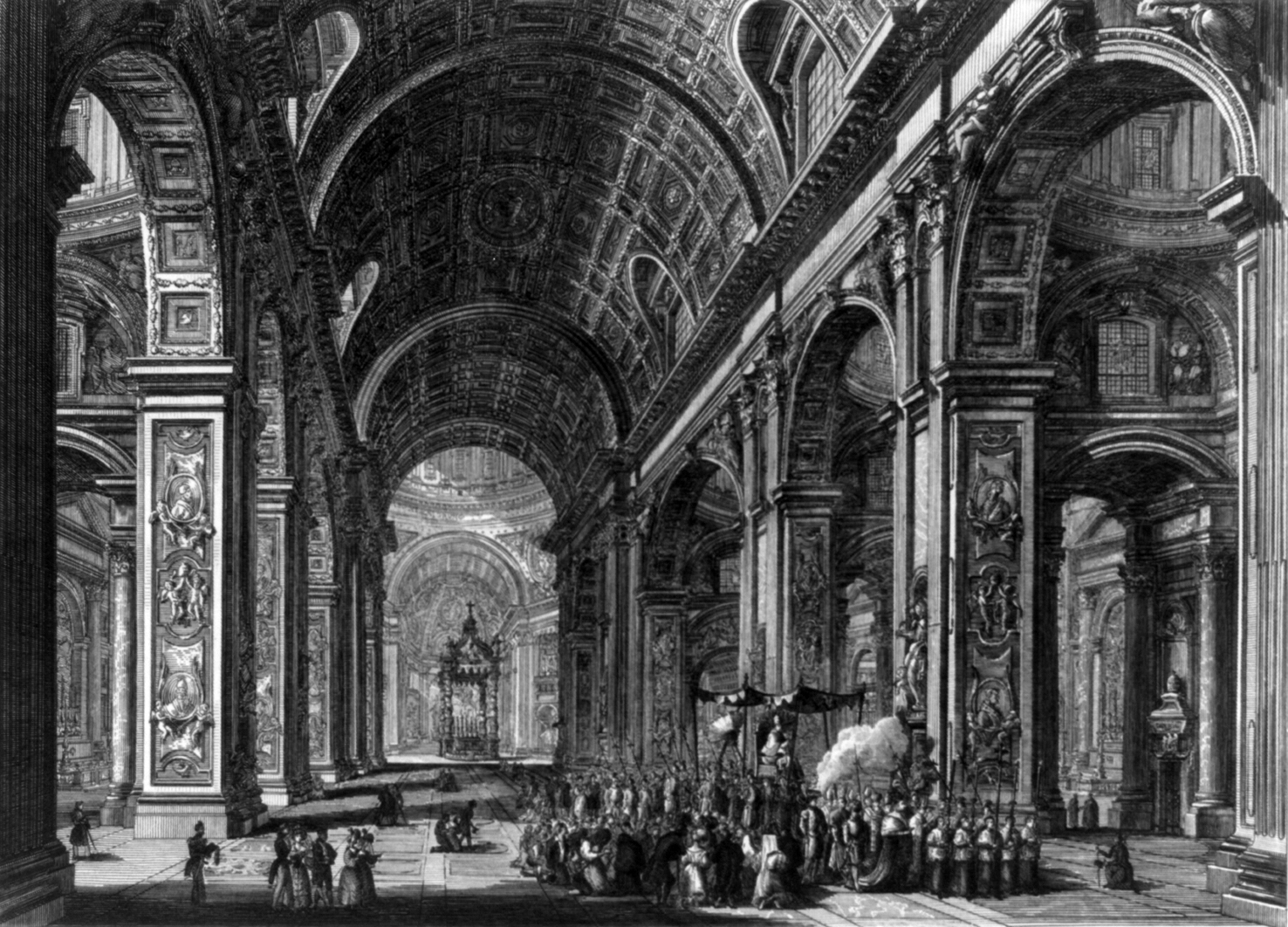
Interno della Basilica di San Pietro (1835).

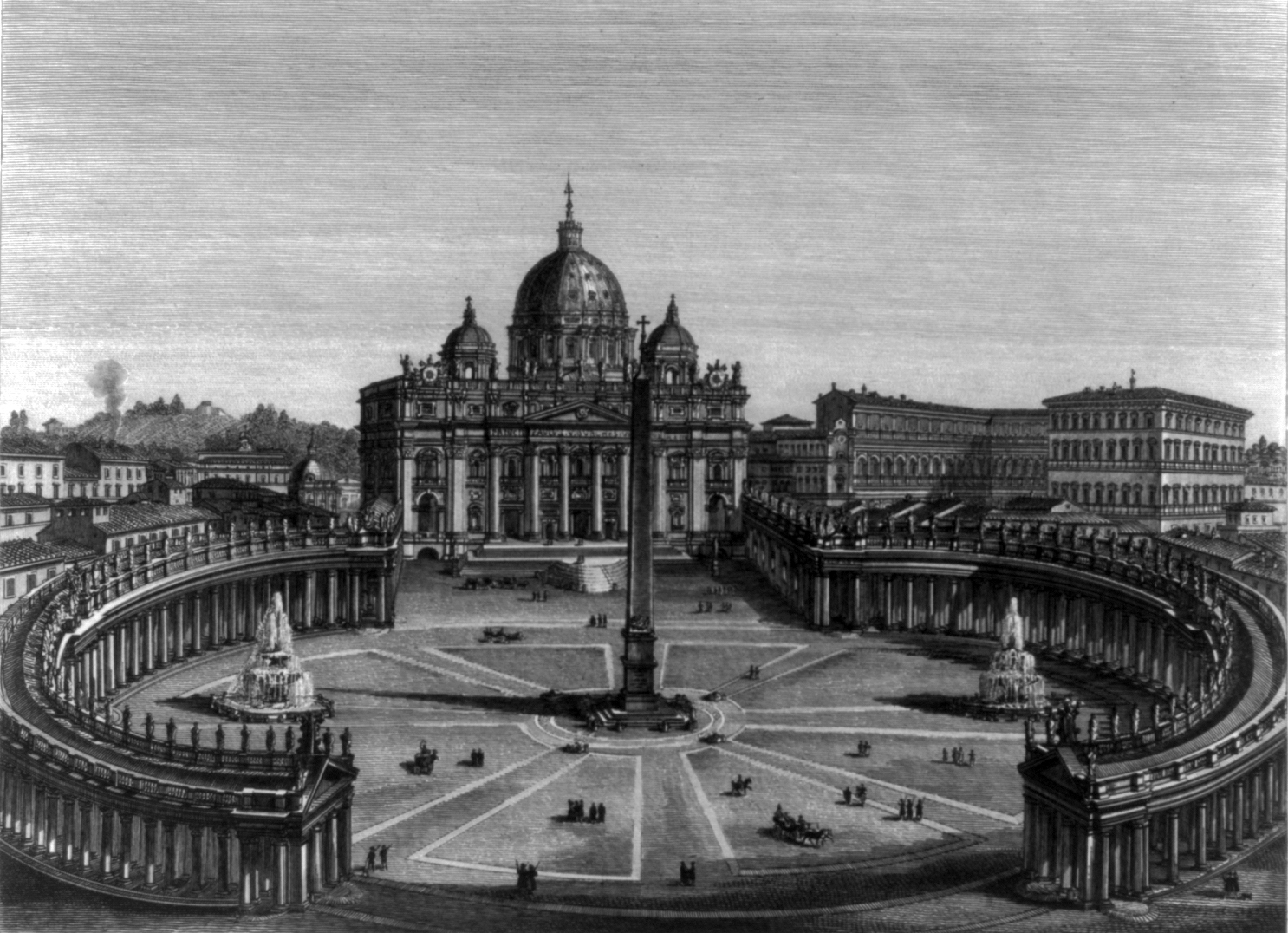
Piazza San Pietro (1835).

Domenico Amici (Roma, 1808 – ...) è stato un incisore italiano.

## Biografia
Amici si definisce esplicitamente "romano" sulla copertina di una sua opera, contenente immagini paesaggistiche e architettoniche di Roma e dei suoi dintorni. Oltre alle chiese, Amici rappresentava principalmente antiche rovine. La maggior parte delle sue immagini è databile agli anni 1833/34 e 1837. Un'altra serie di immagini mostra l'assedio di Roma e risale al 1849. Creò le sue rappresentazioni basandosi sui dipinti del pittore tedesco Carl Werner oppure basandosi su vedute originali. Le sue foto erano destinate principalmente alla vendita, soprattutto ai primi turisti.